# 奥达奇
奥达奇，是匈牙利赫维什州所辖的一个村。总面积37.94平方公里，总人口2785，人口密度73.4人/平方公里（2011年1月1日）。